# 巴茨农场精神号

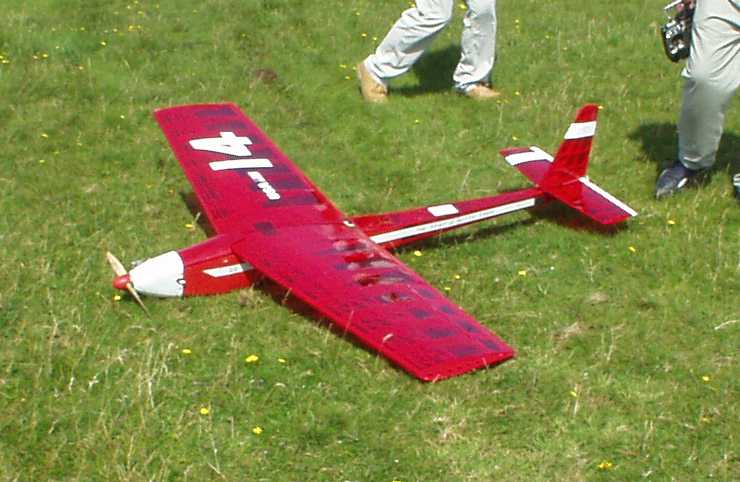
TAM 5

巴茨农场精神号（The Spirit of Butts Farm），也被称为TAM 5，是2003年8月11日成为第一个横跨大西洋的模型飞机。它从纽芬兰及拉布拉多的斯必尔角起飞，38.5小时后，抵达爱尔兰克利夫登曼宁海滩。它被国际航空协会批准完成了两项世界纪录：「最长飞行时间」和「使用自动驾驶仪直线飞行3030公里」。飞机99%以上的飞行由自动驾驶仪控制，方式类似1998年横跨大西洋的Aerosonde无人机"Laima"。在飞行结束后，剩余了约60克燃料。
该飞机由一个退休的冶金学者梅纳德·希尔领导的团队建造。希尔此前有25项模型飞机记录，并于1977年被选入模型航空名人堂。 巴茨农场精神号是团队建造的第25个尝试横渡大西洋的模型。得知飞行已经成功后，希尔说，“我只是抓住了我的妻子，一把抱住她，哭得像个婴儿。”
该飞机取名来自比彻·巴茨，一个航空爱好者，他允许飞机团队在他的农场中进行测试。同时该名字与圣路易斯精神号（查尔斯·林德伯格横跨大西洋飞行的飞机）相呼应。这架飞机目前陈列在美国航空模型博物馆。它的后备飞机放在了美国国家航空航天博物馆。
加拿大航空模型杂志在2003年10月版上，报道了该飞机。 

## 飛行數據
- 名字：TAM-5
- 重量：11 磅／4.98 公斤 (2.6公斤 空载)
- 时间：38 小时 53 分
- 距离：1883 英里／3038.441 公里
- 出发时间：2003-08-09 20:00
- 高度：~1000 英尺／ ~300 米
- 油箱：~118 盎司／3.5 升
- 燃料：Coleman lantern fuel (常用: 酒精)
- 引擎：OS .61 四行程循環, 火花點火
- 调整：引擎中的小型閥門
- 巡航速度：42 MPH／67.59 公里/每小时
- 尺寸：6.3 英尺 长, 翼展 = ~6 英尺／1.9米 长, 1.8米 翼展
- 螺旋桨：木制 14x12, ~3900 转[2] [3]

## 备注
1. 1 2 3  Brown, Emma. . Washington Post. 9 June 2011  [9 June 2011]. （原始内容存档于2019-07-20）.
2. ↑  .   [2013-06-18]. （原始内容存档于2013-09-11）. 080205 sciencenewsforkids.org
3. ↑  . （原始内容存档于2003-02-12）. 080205 dc-rc.org